# Jan Beer
Jan Josef (Johann Joseph) Beer, także Boer, Bähr lub Behr (ur. 18 maja 1744 w Grünwald koło Cieplic, zm. 28 października 1812 w Berlinie) – czesko-niemiecki kompozytor, klarnecista i trębacz.
Od 1758 roku służył jako trębacz w wojsku austriackim. Później przeszedł na służbę francuską i przeniósł się do Paryża, gdzie nauczył się grać na klarnecie. W latach 1771–1779 występował w Concert Spirituel. Otrzymał także posadę w prywatnej orkiestrze księcia orleańskiego Ludwika Filipa. W 1779 roku rozpoczął podróże koncertowe, m.in. dwukrotnie (20 i 27 kwietnia 1781) wystąpił w Warszawie. W 1783 roku podjął posadę na dworze moskiewskim. W 1792 roku wrócił do Niemiec i został zatrudniony na dworze królewskim w Berlinie.
Był czołowym wirtuozem klarnetu swojej epoki, przypisuje mu się dodanie do niego piątej klapy. Komponował głównie na ten instrument, m.in. trzy koncerty klarnetowe, sześć duetów na dwa klarnety, sonatę na klarnet i fagot.